# Draft de l'NBA del 1955
El Draft de l'NBA de 1955 va constar de 14 rondes.

## Primera ronda
|  | = All-Star     |
|  | = Hall of Fame |

| Posició | Jugador        | Nacionalitat | Equip NBA             | Universitat/Club |
| ------- | -------------- | ------------ | --------------------- | ---------------- |
| 1       | Dick Ricketts  | Estats Units | Milwaukee Hawks       | Duquesne         |
| 2       | Maurice Stokes | Estats Units | Rochester Royals      | St. Francis      |
| 3       | Tom Gola       | Estats Units | Philadelphia Warriors | La Salle         |
| 4       | Jim Loscutoff  | Estats Units | Boston Celtics        | Oregon           |
| 5       | Ken Sears      | Estats Units | New York Knicks       | Santa Clara      |
| 6       | Dick Garmaker  | Estats Units | Minneapolis Lakers    | Minnesota        |
| 7       | Ed Conlin      | Estats Units | Syracuse Nationals    | Fordham          |
| 8       | John Horan     | Estats Units | Fort Wayne Pistons    | Dayton           |

## Segona ronda
|  | = All-Star     |
|  | = Hall of Fame |

| Posició | Jugador       | Nacionalitat | Equip NBA             | Universitat/Club  |
| ------- | ------------- | ------------ | --------------------- | ----------------- |
| 9       | Jack Stephens | Estats Units | Milwaukee Hawks       | Notre Dame        |
| 10      | Jack Twyman   | Estats Units | Rochester Royals      | Cincinnati        |
| 11      | Walter Devlin | Estats Units | Philadelphia Warriors | George Washington |
| 12      | Dick Hemric   | Estats Units | Boston Celtics        | Wake Forest       |
| 13      | Jerry Mullen  | Estats Units | New York Knicks       | San Francisco     |
| 14      | Chuck Mencel  | Estats Units | Minneapolis Lakers    | Minnesota         |
| 15      | Jesse Arnelle | Estats Units | Syracuse Nationals    | Penn State        |
| 16      | Don Schlundt  | Estats Units | Fort Wayne Pistons    | Indiana           |